# Harvest Records
Harvest Records ist ein Plattenlabel, das 1969 von EMI gegründet wurde.

## Geschichte
Das Label wurde von EMI für Progressive-Rock Musik geschaffen und hatte bekannte Künstler wie Barclay James Harvest, Deep Purple, Pink Floyd, The Move und Electric Light Orchestra unter Vertrag. Im Verlauf der 1970er wechselte die Ausrichtung eher auf Post-Punk-Bands.
Seit der Veröffentlichung des Pink-Floyd-Albums The Final Cut 1983 wird Harvest Records von EMI nicht mehr als eigenständiges Label betrieben. Der Labelname wird seitdem nur noch gelegentlich für Best-of-Sammlungen ursprünglicher Harvest-Künstler (beispielsweise Syd Barrett) genutzt oder wenn EMI-Neuerscheinungen zum Harvest-Image passen. Seit den 1990er Jahren erschienen so auch Acid-Techno- oder Electronica-Werke von Musikern wie Air Liquide (Stroboplastics, 1995), The Bionaut (Lush Life Electronica, 1995), Kron (Gold Und Liebe, 1998), Computerjockeys (Computerjockeys, 1999) oder The Future Sound of London presents The Amorphous Androgynous (Alice In Ultraland, 2005).

## Weitere Musiker des Labels
| - Iron Maiden - Syd Barrett - Wire - Thomas Dolby - Duran Duran - Kevin Ayers | - Motorpsycho - David Gilmour - The Move - Alf Emil Eik - Fischer-Z | - Marshall Hain - Dizzy Man’s Band - Little River Band - The Saints - Pallas - Whitesnake |